# Cartallum martini
Cartallum martini là một loài bọ cánh cứng trong họ Cerambycidae.